# Jamsillaru (métro de Séoul)
Jamsillaru (en coréen 잠실나루역) est une station de passage de la ligne 2 du métro de Séoul. Elle est située à Guui 1-dong, dans l'arrondissement de Songpa-gu à Séoul en Corée du Sud.
Ouverte en 1980 sur la ligne 2, elle est desservie par les rames omnibus qui circulent sur cette ligne.

## Situation sur le réseau

Plan du réseau (2023)

Établie en aérien, la station  Guui est située sur la ligne circulaire de la ligne 2 du métro de Séoul entre les stations Jamsil, en direction de Hôtel de Ville, rotation dans le sens des aiguilles d'une montre sur la section circulaire, et Gangbyeon, en direction de Hôtel de Ville, rotation dans le sens inverse des aiguilles d'une montre sur la section circulaire.

## Histoire
La station, alors dénommée Seongnae est mise en service le 31 octobre 1980, lors de l'ouverture à l'exploitation du premier tronçon de la ligne 2, entre Sinseol-dong et Complexe sportif (via Seongsu).
Elle est renommée Jamsillaru le 27 mai 2010.

## Services aux voyageurs

### Accès et accueil
Domiciliée à Guui 1-dong, la station dispose de quatre accès. Elle est notamment équipée d'automate pour l'achat de titres de transport et de portes palières sur ses quais.

### Desserte
'Jamsillaru est desservie par les rames omnibus qui circulent sur la ligne 2.

Installations
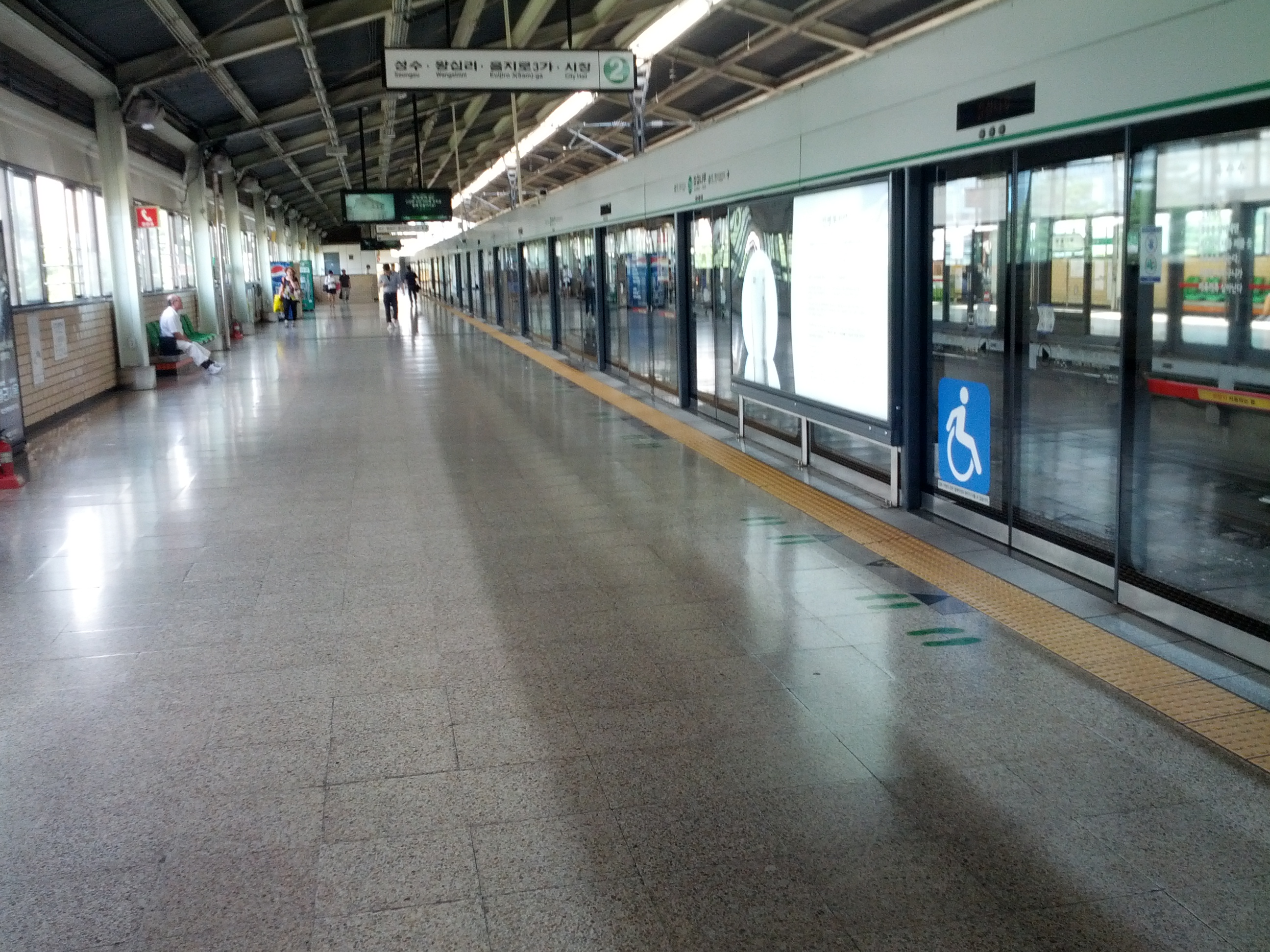
En 2013.
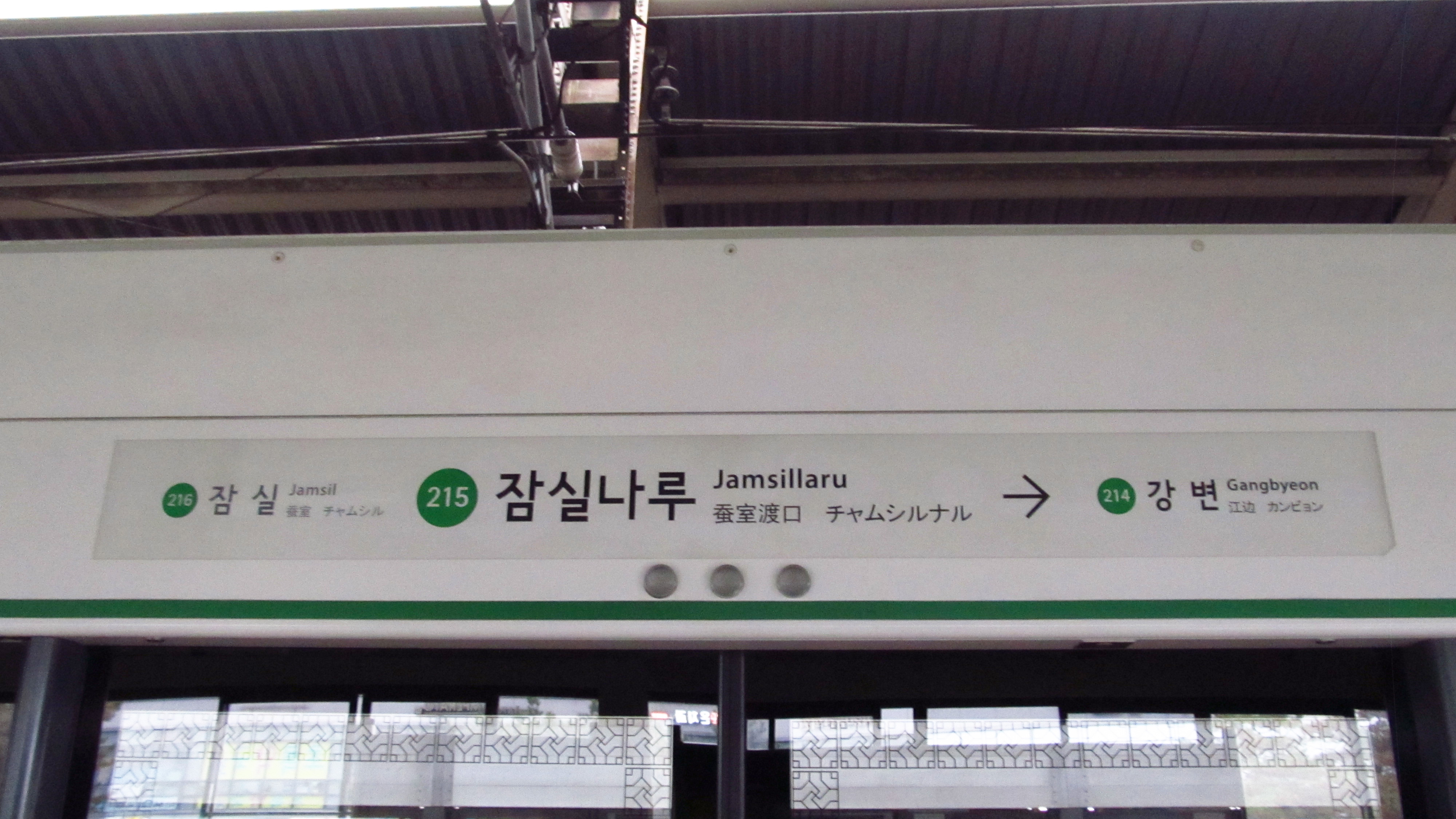
En 2018.
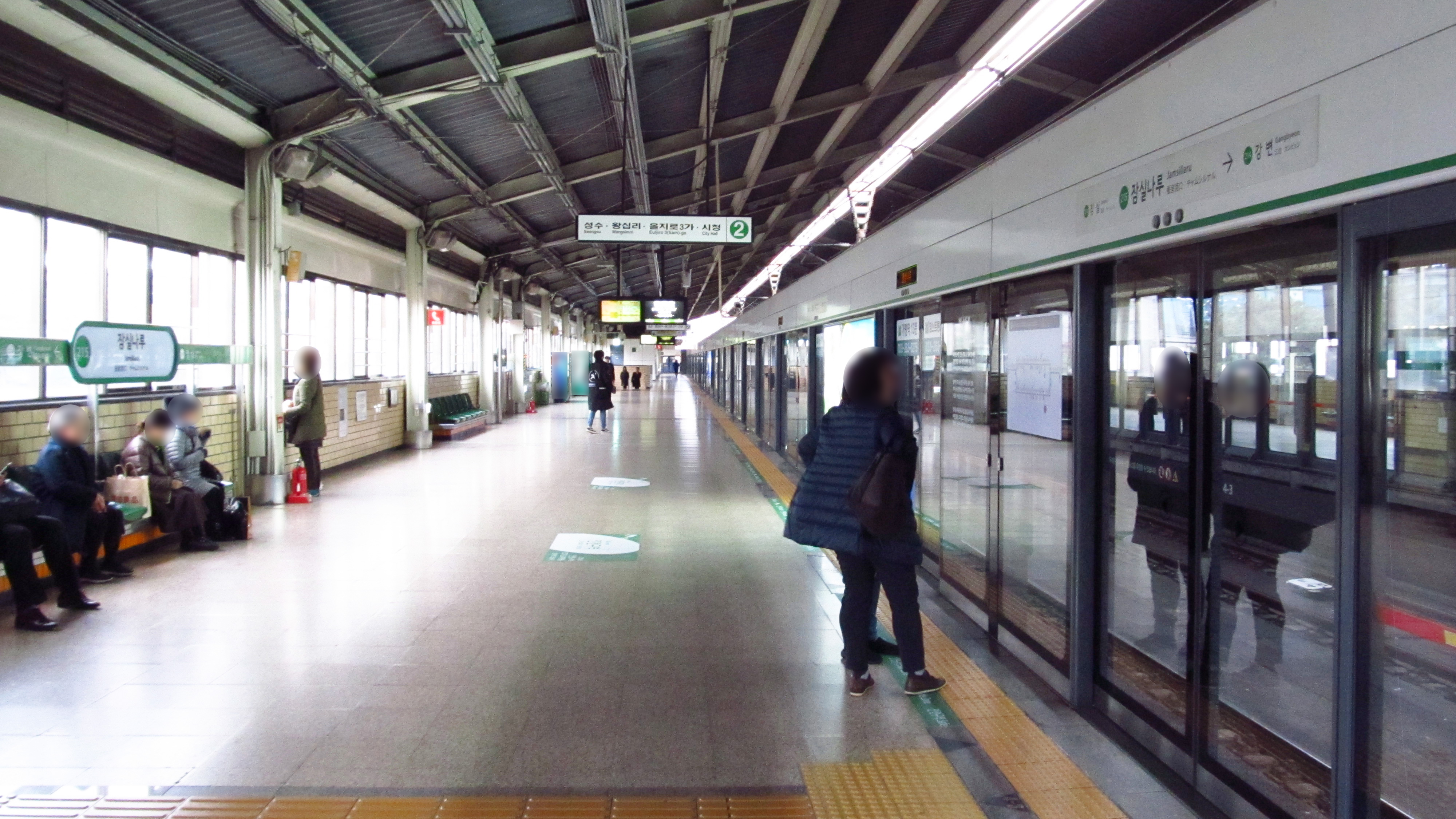
En 2018.

### Intermodalité
À proximité il y a des arrêts de bus urbains.